# 장무중
장무중(臧武仲, ? ~ ?)은 중국 춘추 시대 노나라의 정치가다. 성은 희(姬)고, 씨는 장손(臧孫) 혹 장(臧)이며, 이름은 흘(紇)이다. 그러므로 장손흘(臧孫紇)이나 장흘(臧紇)이라고도 한다. 무중(武仲)은 시호다. 
슬기롭기로 이름이 높아 성인(聖人)으로 불렸으나, 삼환의 후계자 분쟁에 개입했다가 제나라로 망명했다. 
| 선대 아버지 장선숙 허 | 노나라 장손씨 호주 기원전 587년 ~ 기원전 550년 | 후대 이복형 장위 |